# Су-25Т
Су-25Т (изделие «Т-8М», по кодификации НАТО: Frogfoot — «Лягушачья лапа») — модификация штурмовика Су-25. Самолёт предназначался для уничтожения бронетехники, огневых средств, кораблей (до эсминца включительно), вертолётов, транспортных самолётов, мостов, укрытий, комплексов ПВО и живой силы противника днём и ночью, на поле боя и на глубине до 450 км за линией фронта, в диапазоне высот от 30 до 5000 м.

## История создания
Первый полёт состоялся 17 августа 1984 года. Серийное производство началось в 1990 году на Тбилисском авиазаводе.
В ноябре 1991 года Су-25Т (прототип Т-8М3) был впервые продемонстрирован публике на авиасалоне в Дубае (ОАЭ).

## Конструкция
Конструкция самолёта аналогична Су-25УБ (унификация 85 %). Отличие заключается в одноместной кабине (при этом сохранён бронеблок Су-25УБ), предкабинном отсеке увеличенной длины, в котором размещёна аппаратура прицельного комплекса «Шквал», киле увеличенной площади.
Силовая установка состоит из 2 ТРД Р-195 (мотогондолы соответственно доработаны). В закабинном отсеке и хвостовой части фюзеляжа установлены 2 дополнительных топливных бака.
Пушечная установка ВПУ-17А заменена на ННПУ-8М с переносом самой установки из подкабинного отсека под среднюю часть фюзеляжа (ствольная часть пушки вынесена из обводов фюзеляжа). Под крылом могут подвешиваться 2 съёмные подвижные установки СППУ-687 с пушками ГШ-301 (боекомплект 200 снарядов). В состав вооружения добавлены ракеты «воздух-поверхность» с лазерной и телевизионной системой наведения, противолокационные ракеты, противотанковые управляемые ракеты «Вихрь» (до 16 шт.). В хвостовой части фюзеляжа установлена аппаратура РЭБ «Иртыш» со станцией ИК-помех «Сухогруз».
Всего ТАГО успел до распада СССР выпустить опытную партию самолётов Су-25Т в количестве 12 машин. Согласно ряду источников, только 8 из 12 самолётов были получены Россией.
После распада СССР производство переведено в Улан-Удэ (к 2003 году из производственного задела Су-25УБ изготовлено 4 модернизированных самолёта Су-25ТМ, ещё 4 недостроены). Там же производится модернизация ранее выпущенных Су-25. Серийно Су-25Т и Су-25ТМ не выпускались.
Число таких самолётов в ВВС РФ крайне ограничено: на балансе ВВС России находится около 6 Су-25Т (в начале 2000 г. 2 самолёта после предпродажной подготовки были поставлены на экспорт).В настоящее время все Су-25Т находятся на вечной стоянке Липецкого авиацентра.

## Модификации
| Название модели | Краткие характеристики, отличия. |
| --------------- | --- |
| Т8-М1           | Первый экземпляр Су-25Т, создан путём переделки недостроенного Т-8УБ (сборка завершена в Тбилиси в 1984 г., первый полет совершил 17 августа 1984 г., пилот — А. Н. Исаков), построено 3 лётных прототипа и 1 для статиспытаний (1985-1986). |
| Су-25Т          | Серийный. Всего было выпущено около 20 таких машин. |
| Су-25ТК         | Экспортный. Отличается составом бортового оборудования. |
| Су-25ТМ (Т-8ТМ) | Модернизированный. Отличается усовершенствованным прицельным комплексом «Шквал-М», наличием радиолокатора управления огнём «Копьё-25» (в подвесном контейнере), радиотехнической системы дальней навигации, спутниковой системы навигации А-735. Предусмотрена установка контейнера с тепловизионным оборудованием. Разработан в 1986-1995 годах. Первый полёт состоялся 15 августа 1995 года, пилотировал лётчик-испытатель КБ Сухого О. Г. Цой. Предсерийные машины выпущены в Улан-Удэ. Серийно не строился. |

## Боевое применение
В 1999 году при проведении контртеррористической операции в Чечне 4 штурмовика Су-25Т наносили точечные удары. Тогда штурмовики совершили более 20 боевых вылетов. С высокой эффективностью применялись как управляемые ракеты, так и КАБ. Дешифровка полученных результатов и видеозаписей позволяла зафиксировать точность попадания УР с лазерным наведением — 0,5 метра, корректируемых авиабомб с телевизионным наведением — 1 метр.
Первым и возможно последним покупателем Су-25Т стала воюющая с Эритреей Эфиопия. Контракт на поставку был подписан в конце 1999 году, а поставщику самолёты были доставлены уже в начале 2000-х. Такая скорость обусловлена тем, что взяли уже готовые штурмовики из состава Липецкого центра (там же прошли подготовку лётчики) и оперативно доработали на 121-м авиаремонтном заводе в Кубинке до стандарта Су-25ТК (несколько изменили оборудование). Самолёты очень удачно «выступили» в войне, частенько используя наряду с обычными боеприпасами управляемые ракеты Х-25МП и Х-29Т.
«Супер Грач» также показал прекрасную выживаемость, так 20 мая 2000 года, во время удачной атаки позиции ЗРК «Куб» один из штурмовиков выдержал близкий разрыв ракеты, но благополучно добрался до базы. На 2002 год Эфиопия еще эксплуатировала два свои Су-25ТК.

## Лётно-технические характеристики

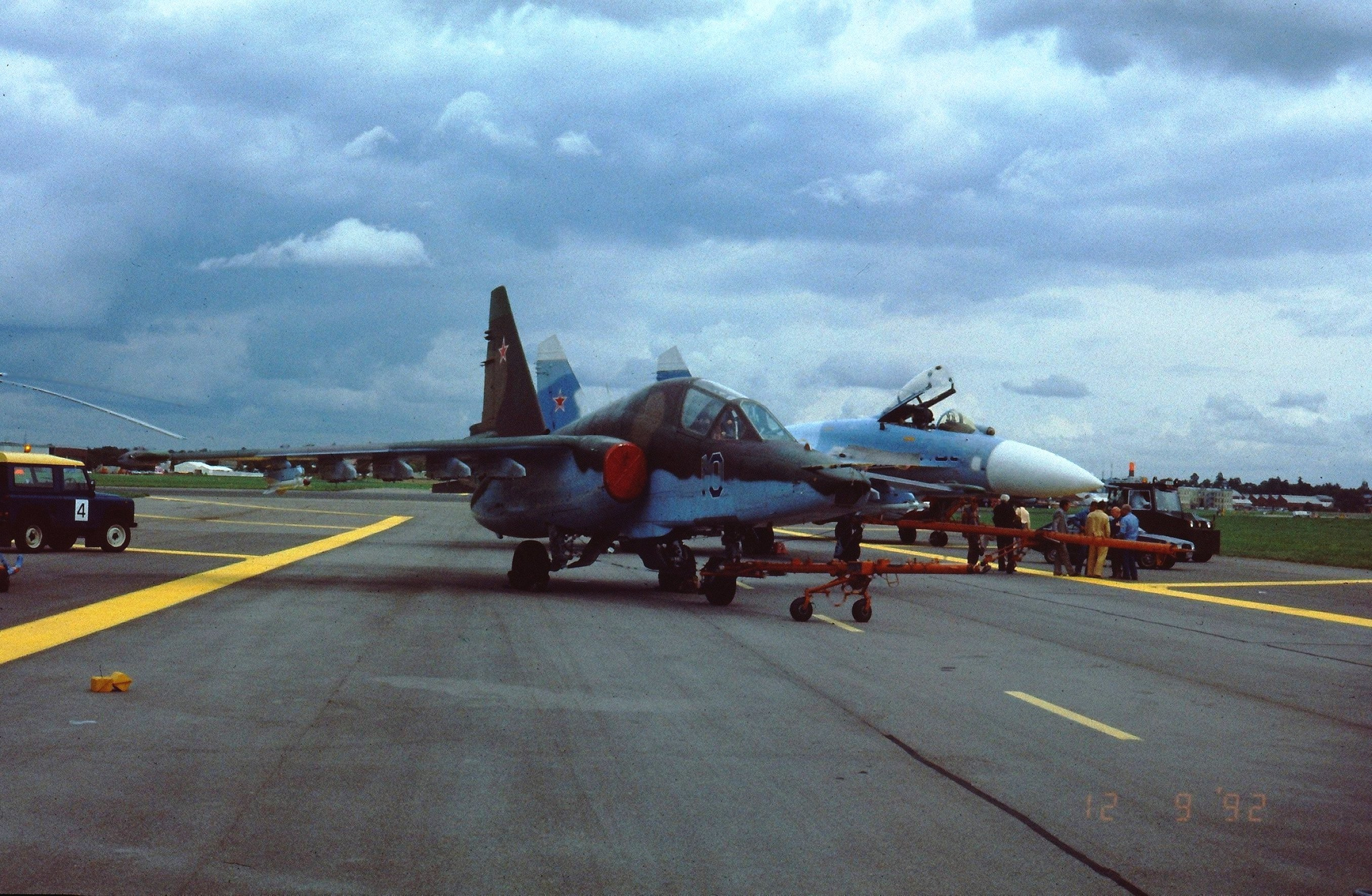
Су-25Т в Фарнборо.1992 год

### Технические характеристики
Приведённые ниже характеристики соответствуют модификации Су-25Т:
- Экипаж: 1 человек
- Длина: 15,33 м (с ПВД)
- Размах крыла: 14,52 м
- Высота: 5,2 м
- Площадь крыла: 30,1 м²
- Масса пустого: 9 500 кг
- Масса нормальная взлётная: 16 600 кг
- Масса максимальная взлетная: 19 500 кг
- Масса топлива: 3 840 кг
- Двигатели: 2х ТРД Р-195
- Тяга: 2х 40 кН (4 500 кгс)

### Лётные характеристики
- Максимальная скорость: 950 км/ч
- Крейсерская скорость: 750 км/ч
- Посадочная скорость: 230 км/ч
- Дальность полёта максимальная (с ПТБ): 2250 км
- Практическая дальность полета: 1850 км
- Радиус действия с боевой нагрузкой 2000 кг:
  - у земли: 400 км
  - на высоте: 700 км
- Практический потолок: 10 000 м
- Скороподъёмность: 60 м/с
- Длина разбега/пробега: 600—700 м
- Максимальная эксплуатационная перегрузка: 6,5 G

### Вооружение
- Стрелково-пушечное: двухствольная 30-мм пушка ГШ-30 с боезапасом 200 патронов (встроенная)
- Управляемые ракеты:
  - ракеты «воздух-воздух»: 2 х Р-60М; 2 х Р-73
  - ракеты «воздух-поверхность»: 16 х ПТУРС «Вихрь»; 6 х Х-25МЛ (МТ, МР, МП, МПУ); 8 х С-25Л; 2 х Х-29Л (Т, МЛ, ТЭ, ТМ, ТД); 2 х Х-58Э (У).
- Неуправляемые ракеты: 

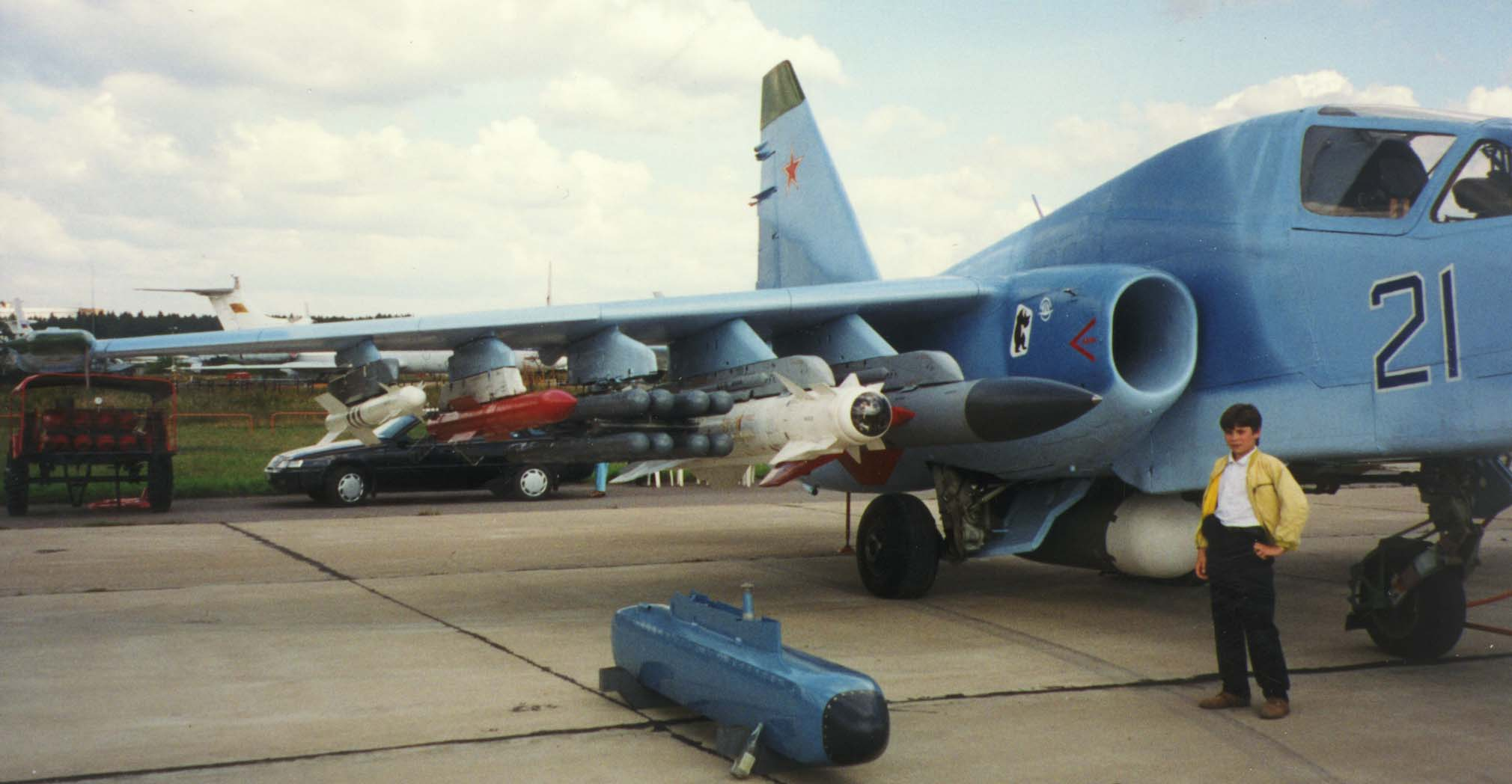
Подвесное вооружение Су-25ТМ

  - Подвесное вооружение Су-25ТМБлоки НАР — 8 х блоков Б-5 с НАР С-5 (256 НАР);
  - 8 х блоков НАР Б-8; х НАР С-8 (160 НАР);
  - 8 х блоков НАР Б-13Л; х НАР С-13 (40 НАР);
  - 8 х НАР С-24 Б; х НАР С-24 ОФМ;
  - 8 х НАР С-25; х НАР С-25 ОФМ.
- Бомбы: свободнопадающие и корректируемые различного назначения, бомбовые кассеты
  - 2 х КАБ-500Кp;
  - 10 х АБ-100; 32 х АБ-100 совместно с МБД-2-67У
  - 10 х АБ-250;
  - 8 х АБ-500;
  - 8 х РБК-250;
  - 8 х РБК-500;
  - 8 х КМГУ-2;
  - 8 х ЗБ-500;
- Пушечные контейнеры: 4 СППУ-22-1 с двухствольной 23-мм пушкой ГШ-23 с 260 патронов

Использование противорадиолокационных ракет (ПРР) возможно только с авиационной станцией целеуказания Л-081 «Фантасмагория».

### Оборудование
- Система управления вооружением:
  - Оптико-электронная прицельная система «Шквал» — применяется в дневное время суток;
  - Низкоуровневая обзорно-прицельная система «Меркурий»— применяется в ночное время суток.
- Система целеуказание для противорадарных ракет Х-58 и Х-25МПУ:
  - Подвесная станция целеуказания «Фантасмагория»;
  - Подвесная станция целеуказания «Вьюга»;
- Навигационный комплекс:
  - Система воздушных сигналов;
  - Сдвоенная инерциальная куpсовертикаль;
  - Радиотехническая система ближней навигации и посадки (РСБН);
  - Доплеровский измеритель путевой скорости и угла сноса (ДИСС);
  - Радиовысотомер;
  - Аппаpатура pадиотехнической системы дальней навигации (РСДН);
  - Спутниковая системы навигации «Ураган».
- Система РЭБ «Иртыш»:
  - Л-150 «Пастель» станция предупреждения об облучении
  - Гардения-1ФУ— устанавливается в контейнерах, подвешиваемых на внешних подкрыльевых точках подвески;
  - Устройство выброса ЛТЦ УВ-26 (192 помеховых патрона) — защита от УР с ТГС;
  - Станция оптико-электронных помех типа «Сухогруз»;

## В компьютерных играх
Су-25Т встречается в следующих компьютерных играх:
- Lock On: Горячие скалы (2005)
- Digital Combat Simulator (2008)
- Lock On: Горячие скалы 2 (2010)
- War Thunder (2023)
- Battlefield 4 (2013)
- Wargame: Red Dragon (2014)